# Ignatius Suharyo Hardjoatmodjo

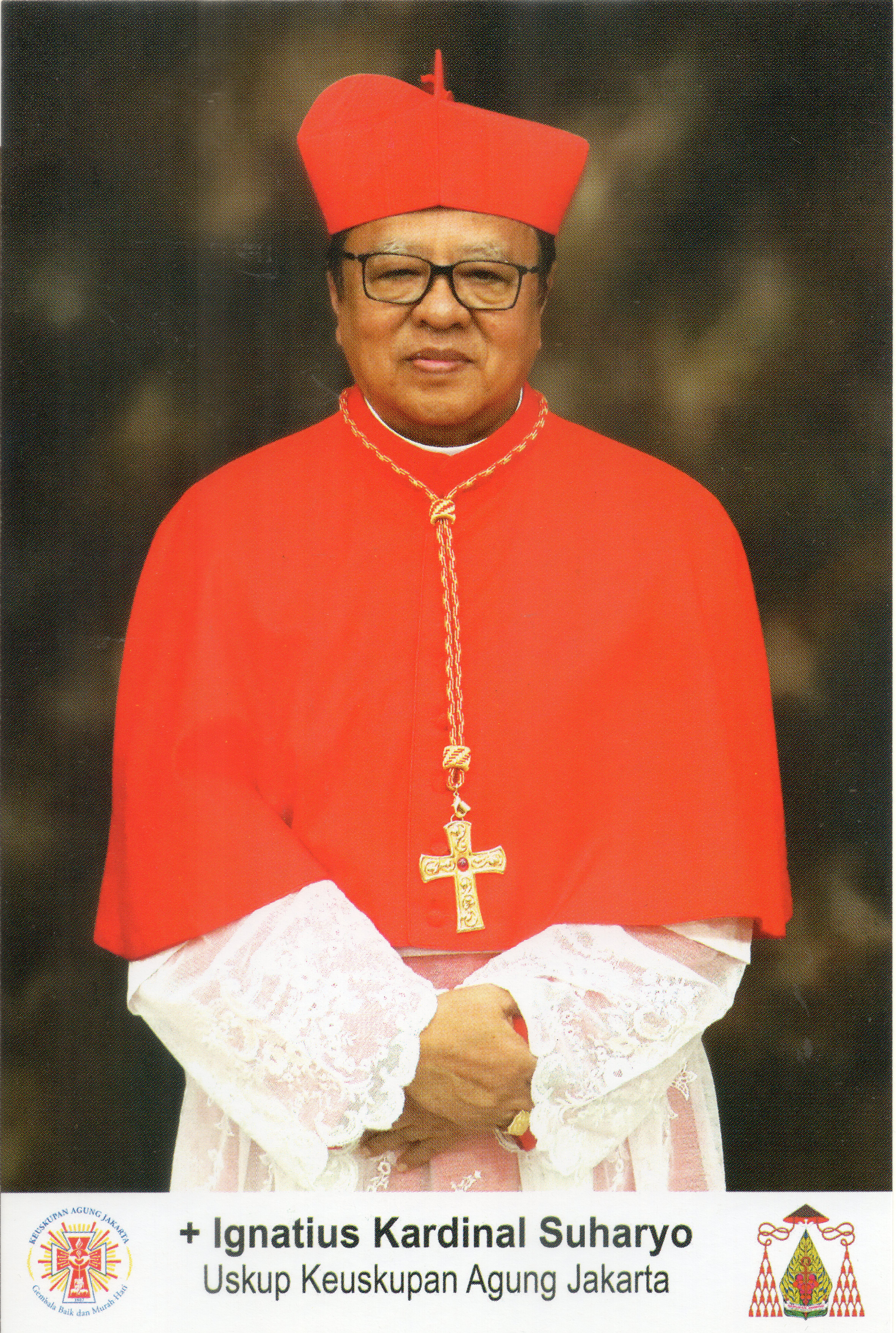
Ignatius Suharyo Hardjoatmodjo (2022)

Ignatius Kardinal Suharyo Hardjoatmodjo (* 9. Juli 1950 in Sedayu, Yogyakarta) ist ein indonesischer römisch-katholischer Geistlicher, Erzbischof von Jakarta und Militärbischof von Indonesien.

## Leben
Ignatius Suharyo Hardjoatmodjo besuchte die Kanisius-Grundschule in Gubuk und die Tarakanita-Grundschule in Bumijo sowie von 1961 bis 1968 das Kleine Seminar St. Peter Canisius in Mertoyudan. Anschließend studierte er Philosophie und Katholische Theologie am Priesterseminar in Yogyakarta. Am 26. Januar 1976 empfing Suharyo Hardjoatmodjo in der Kapelle des Priesterseminars in Yogyakarta durch den Erzbischof von Semarang, Justinus Kardinal Darmojuwono, das Sakrament der Priesterweihe für das Erzbistum Semarang. Danach setzte er seine Studien in Rom fort, wo er 1979 an der Päpstlichen Universität Urbaniana ein Lizenziat erwarb und 1981 mit der Arbeit Ecclesiological implications of the Lucan last supper narrative („Ekklesiologische Implikationen der lukanischen Abendmahlserzählung“) zum Doktor der Theologie promoviert wurde.
Nach der Rückkehr in seine Heimat war Suharyo Hardjoatmodjo in der Priesterausbildung am Priesterseminar in Yogyakarta tätig. Zudem lehrte er von 1981 bis 1991 Katechetik am Pradnyawidya Catechetical Philosophy College in Yogyakarta. Von 1983 bis 1993 leitete er die Abteilung für Philosophie und Soziologie an der Sanata Dharma University in Yogyakarta, bevor er 1993 Dekan der dortigen theologischen Fakultät wurde. Er war ab 1989 zusätzlich Professor für Neues Testament an der Theologischen Fakultät Wedabhakti in Yogyakarta sowie von 1994 bis 1996 an der Duta Wacana Christian University in Yogyakarta und an der Parahyangan Catholic University in Bandung. Außerdem fungierte Suharyo Hardjoatmodjo von 1996 bis 1997 als Direktor des Postgraduiertenprogramms der Sanata Dharma University und 1997 als Vorsitzender des Driyarkara-Stiftungskonsortiums. Darüber hinaus gehörte er der Bibelkommission des Erzbistums Semarang an und leitete die Bruderschaft der Praja-Priester.
Papst Johannes Paul II. ernannte ihn am 21. April 1997 zum Erzbischof von Semarang. Die Bischofsweihe spendete ihm am 22. August desselben Jahres im Stadion Jatidiri in Semarang der Erzbischof von Jakarta, Julius Riyadi Kardinal Darmaatmadja SJ; Mitkonsekratoren waren der Apostolische Nuntius in Indonesien, Erzbischof Pietro Sambi, und der Bischof von Ketapang, Blasius Pujoraharja. Sein Wahlspruch Serviens Domino cum omni humilitate („Ich habe dem Herrn in aller Demut gedient“) stammt aus Apg 20,19 . Als Erzbischof war Suharyo Hardjoatmodjo ab Mai 2004 auch Professor für Theologie an der Sanata Dharma University. Daneben leitete er von 1997 bis 2000 in der Indonesischen Bischofskonferenz (KWI) die Kommission für den interreligiösen Dialog. Von 2000 bis 2006 war er Generalsekretär der Bischofskonferenz und von 2006 bis 2012 deren Vizepräsident. Ferner gehörte er von 2000 bis 2006 der Kommission für die Ökumene und den interreligiösen Dialog der Föderation der Bischofskonferenzen in Asien (FABC) an. Papst Benedikt XVI. bestellte ihn am 2. Januar 2006 zusätzlich zum Militärbischof von Indonesien. Überdies nahm Suharyo Hardjoatmodjo an der Sonderversammlung für Asien der Bischofssynode zum Thema Jesus Christus, der Erlöser, und seine Sendung der Liebe und des Dienstes in Asien (1998) und an der 12. ordentlichen Vollversammlung der Bischofssynode zum Thema Das Wort Gottes im Leben und in der Sendung der Kirche (2008) teil.
Am 25. Juli 2009 ernannte ihn Papst Benedikt XVI. zum Koadjutorerzbischof von Jakarta. Ignatius Suharyo Hardjoatmodjo wurde am 28. Juni 2010 in Nachfolge von Julius Riyadi Kardinal Darmaatmadja SJ, der aus Altersgründen zurücktrat, Erzbischof von Jakarta. Zudem war Suharyo Hardjoatmodjo von Dezember 2011 bis 3. Juni 2014 Apostolischer Administrator des vakanten Bistums Bandung. Von 2012 bis 2022 fungierte er außerdem als Präsident der Indonesischen Bischofskonferenz. Darüber hinaus war er Teilnehmer an der 13. ordentlichen Vollversammlung der Bischofssynode zum Thema Neuevangelisierung für die Weitergabe des Glaubens (2012) sowie an der dritten außerordentlichen Generalversammlung zum Thema Die pastoralen Herausforderungen der Familie im Kontext der Evangelisierung (2014) und an der 14. ordentlichen Generalversammlung zum Thema Berufung und Sendung der Familie in Kirche und Welt von heute (2015). Ferner berief ihn Papst Franziskus am 13. September 2014 zusätzlich zum Mitglied der Kongregation für die Evangelisierung der Völker.
Papst Franziskus gab am 1. September 2019 bekannt, ihn im Konsistorium vom 5. Oktober 2019 als Kardinalpriester in das Kardinalskollegium aufnehmen zu wollen. Bei der Kardinalskreierung wies ihm der Papst am 5. Oktober 2019 die Titelkirche Spirito Santo alla Ferratella zu. Die Besitzergreifung seiner Titelkirche fand am 28. August 2022 statt.
Am 21. Februar 2020 bestätigte ihn Papst Franziskus als Mitglied der Kongregation für die Evangelisierung der Völker und berief ihn am 8. Juli desselben Jahres zudem zum Mitglied des Päpstlichen Rates für den Interreligiösen Dialog.

## Schriften
- Ecclesiological implications of the Lucan last supper narrative. Pontificia Universitas Urbaniana, Rom 1981, OCLC 643456604.
- Pengantar Injil sinoptik. Penerbit Kanisius, Yogyakarta 1989, ISBN 979-4130-31-1.
- Umat Allah menegaskan arah: komentar atas arah dasar Keuskupan agung Semarang, 1990–1995. Penerbit Kanisius, Yogyakarta 1990, ISBN 979-4133-26-4.
- Kisah Sengsara Yesus dalam Injil Sinoptik. Penerbit Kanisius, Yogyakarta 1990.
- Membaca Kitab Suci: Paham-paham dasar. Penerbit Kanisius, Yogyakarta 1991, OCLC 907944990.
- Membaca Kitab Suci: Tulisan-tulisan Perjanjian Baru. Penerbit Kanisius, Yogyakarta 1991, OCLC 907945127.
- Membangun jatidiri kristiani. In: Jatuh? Bangun! Jatidiri kristiani dalam sorotan (= Orientasi baru. Band 7). Penerbit Kanisius, Yogyakarta 1993, ISBN 979-4970-91-3, S. 71–83 (usd.ac.id [PDF; 1,2 MB]).
- Mengenal alam hidup perjanjian lama. Penerbit Kanisius, Yogyakarta 1993, ISBN 979-4139-50-5.
- Kitab Wahyu: paham dan maknanya bagi hidup kristen. Penerbit Kanisius, Yogyakarta 1993, ISBN 979-4970-13-1.
- Gerald O’Collins, Edward G. Farrugia, Ignatius Suharyo: Kamus teologi. Penerbit Kanisius, Yogyakarta 1996, ISBN 979-4975-24-9.
- Tinjauan kritis atas Gereja Diaspora Romo Mangunwijaya. Penerbit Kanisius, Yogyakarta 1999, ISBN 979-6724-30-8.
- Membaca Kitab Suci: Tulisan-tulisan Perjanjian Lama. Penerbit Kanisius, Yogyakarta 2003, ISBN 979-4974-69-2.
- Datanglah KerajaanMu: Latar Belakang dan Penafsiran Bapa Kami. Penerbit Kanisius, Yogyakarta 2003.
- The Catholic way: kekatolikan dan keindonesiaan kita. Penerbit Kanisius, Yogyakarta 2009, ISBN 978-979-21-2282-4.
- Comunidad de esperanza. La Iglesia en Yakarta, Indonesia. In: Spiritus: Revista de Misionología. Band 52, Nr. 204, 2011, S. 78–86.
- Y. Gunawan, Ignatius Suharyo: Belajar kepemimpinan Mgr. Ignatius Suharyo: dari angon bebek sampai angon umat. Pohon Cahaya, Yogyakarta 2013, ISBN 978-6-02154237-8.